# باشگاه فوتبال آوای
باشگاه فوتبال آوای (تلفظ پرتغالی:[avaˈi]) یک باشگاه فوتبال برزیلی از فلوریانوپلیس در سانتا کاتارینا است که در ۱ سپتامبر ۱۹۲۳ تأسیس شد. بازی‌های خانگی آن‌ها در ورزشگاه رساکادا برگزار می‌شود که ۱۷۸۰۰ نفر ظرفیت دارد.

## افتخارات
- قهرمانی کاتاریننسه (۱۹): ۱۹۲۴، ۱۹۲۶، ۱۹۲۷، ۱۹۲۸، ۱۹۳۰، ۱۹۴۲، ۱۹۴۳، ۱۹۴۴، ۱۹۴۵، ۱۹۷۳، ۱۹۷۵، ۱۹۸۸، ۱۹۹۷، ۲۰۰۹، ۲۰۱۰، ۲۰۱۲، ۲۰۱۹، ۲۰۲۱، ۲۰۲۵
- سری سی فوتبال برزیل (۱): ۱۹۹۸